# Europäische Geschichte Online
Europäische Geschichte Online (EGO) ist eine frei zugängliche Website, die wissenschaftliche Beiträge zur Geschichte Europas zwischen 1450 und 1950 veröffentlicht. EGO wird herausgegeben vom Leibniz-Institut für Europäische Geschichte in Mainz in Kooperation mit dem Kompetenzzentrum für elektronische Erschließungs- und Publikationsverfahren in den Geisteswissenschaften der Universität Trier und der Bayerischen Staatsbibliothek in München. Das Herausgebergremium setzt sich aus den beiden Direktoren des Instituts sowie 25 weiteren europäischen Wissenschaftlern der historisch arbeitenden Disziplinen zusammen. Das Projekt wird gefördert aus Mitteln des Landes Rheinland-Pfalz und der Deutschen Forschungsgemeinschaft.
EGO betrachtet die europäische Geschichte der Neuzeit aus transkultureller/transnationaler Perspektive und über Fächer- und Methodengrenzen hinweg. Die Beiträge in deutscher und englischer Sprache sind mit unterschiedlichen Kontextmaterialien verknüpft (Bilder, Karten, Videos, digitalisierte Quellen, Musik etc.) und in zehn Themensträngen (threads) gebündelt:
- Theorien und Methoden: Methodisch-theoretische Zugänge zu einer transkulturellen Geschichte Europas
- Hintergründe: Europa als Kommunikationsraum – Voraussetzungen und Hintergründe
- Crossroads: Räume verdichteter Kommunikation
- Modelle und Stereotype: Modellbildungen und Stereotype in interkulturellen Transferprozessen
- Europa unterwegs: Migranten und Reisende als Mittler interkultureller Transfers
- Europäische Medien: Medien und Medienereignisse
- Europäische Netzwerke: Transfer von Ideen, Techniken und Praktiken in persönlichen Beziehungsgeflechten
- Transnationale Bewegungen und Organisationen: Gruppen mit grenzüberschreitenden Programmen und Strukturen
- Bündnisse und Krieg: Abwehr- und Lernprozesse durch militärische Siege und Niederlagen
- Europa und die Welt: Verflechtungen und Spiegelungen zwischen „Europa“ und der außereuropäischen Welt

## Belege
1. ↑  Projektbeschreibung der DFG. In: GEPRIS DFG. Abgerufen am 22. August 2017.